# Cycle frigorifique

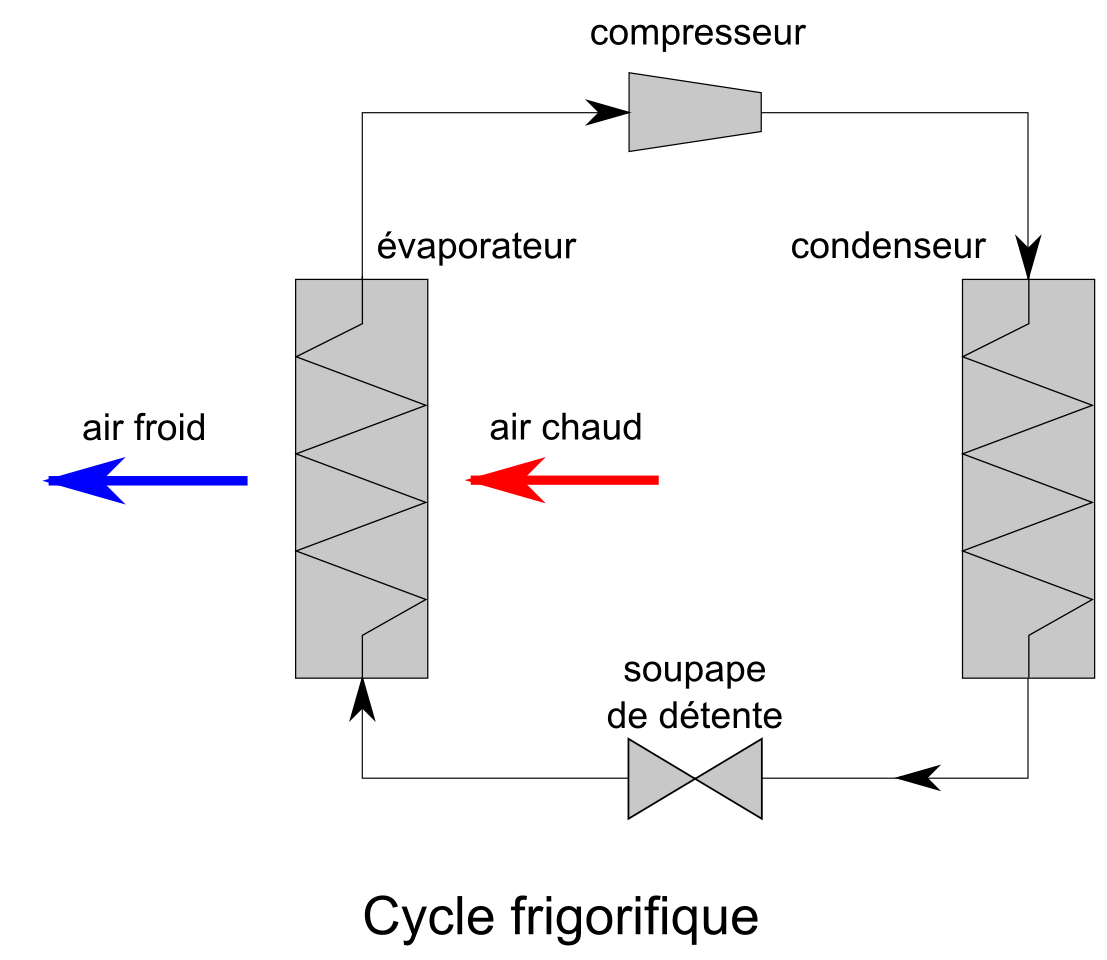
Schéma de principe du cycle frigorifique.

Le cycle frigorifique est un cycle thermodynamique. Il permet d'abaisser la température d'un milieu relativement froid (la source froide) et simultanément d'augmenter la température d'un autre milieu relativement chaud (la source chaude) au moyen d'une dépense d'énergie mécanique. 
Il est notamment utilisé dans les réfrigérateurs ou les pompes à chaleur. 

## Composants principaux
Pour réaliser un circuit frigorifique, il faut au moins cinq composants :
- un fluide frigorigène dont on provoque les changements d'état pour qu'il prenne ou cède principalement sa chaleur latente à l'endroit voulu ;
- un compresseur, dont le rôle est de fournir l'énergie mécanique au fluide frigorigène pour lui permettre d'évoluer ;
- un condenseur où le fluide frigorigène se condense et cède l'énergie au milieu que l'on veut chauffer ;
- un réducteur de pression[1], souvent improprement appelé détendeur[2], qui permet d'abaisser le point d'ébullition du fluide frigorigène ;
- un évaporateur où le fluide frigorigène s'évapore en prenant l'énergie nécessaire au milieu que l'on veut refroidir.

Après être passé dans l'évaporateur, le fluide frigorigène revient au compresseur et le cycle frigorifique recommence.